# North Andover (Massachusetts)
North Andover ist eine Kleinstadt (Town) im Essex County in Massachusetts, Vereinigte Staaten. Das U.S. Census Bureau hat bei der Volkszählung 2020 eine Einwohnerzahl von 30.915 ermittelt.

## Teilung der Town
Um 1705 begann sich die Einwohnerschaft Andovers nach Süden hin auszudehnen, und deswegen kam der Gedanke auf, am südlichen Ende der Stadt ein neues Versammlungshaus zu errichten. Diese Absicht stieß bei den Bewohnern im Norden Andovers auf Gegenwehr. Der Disput wurde 1709 beigelegt, als der Great and General Court Andover in zwei Parishs teilte, einen nördlichen und einen südlichen. Politisch gesehen blieb Andover jedoch eine Einheit.
Für viele Jahre war Andover die geographisch größte Town innerhalb des Commonwealth of Massachusetts. 1826 wurde ein dritter Gemeindebezirk gegründet, und an der Reservation Road entstand die West Parish Church. 1854 wurde die Teilung der Town in zwei politisch selbstständige Einheiten beschlossen. Die Grenzen verliefen entlang der vormaligen Gemeindebezirke, wobei der Name Andover von den bevölkerungsreicheren und wohlhabenderen Parishs im Westen und Süden übernommen wurde und der nördliche Parish den Namen North Andover erhielt.

## Verkehr
North Andover liegt neben der Interstate 495 an den Bahnstrecken Salem–North Andover und Wilmington–Agamenticus der Boston and Maine Railroad, sowie am Fernwanderweg Bay Circuit Trail.

## Kultur
Zu den Sehenswürdigkeiten und wichtigen Einrichtungen in North Andover gehören:
- Der Harold Parker State Forest, ein etwa 12 km² großer in Besitz des Bundesstaates befindlicher Mischwald, der durch ein dichtes Netz von unbefestigten Straßen und Wegen erschlossen ist und zahlreiche Möglichkeiten aktiver Erholung bietet.
- Im Museum of Printing werden die Geschichte der Druckkunst und die Entwicklung der Technologie der Vervielfältigung vor Einführung von Fotokopierern dargestellt.
- Die 1913 gegründete North Andover Historical Society fokussiert auf die Darstellung des Alltagslebens in North Andover zwischen 1700 und 1850, die Ausstellungen befinden sich im Parson Barnard House (1715) und im Johnson Cottage (1789).
- Der aus der Ashdale Farm hervorgegangene Stevens-Coolidge Place war Sommerhaus des Diplomaten John Gardner Coolidge und seiner Frau Helen Stevens Coolidge; neben den verschiedenen Gartenanlagen sind auch die Sammlungen asiatischer und europäischer Kunst sowie amerikanischer Möbel von Interesse.
- Die Ward Reservation widmet sich der Erhaltung landwirtschaftlicher Traditionen Neuenglands durch den Schutz von rund 40 Parzellen ehemaligen Farm- und Weidelands sowie der sie begrenzenden historischen Steinmauern mit einer Länge von etwa 27 Kilometer.
- Weir Hill ist ein Doppel-Drumlin am Lake Cochichewick; von seinem durch etwa 6 Kilometer Wanderwege erschlossenen Rücken ergeben sich schöne Ausblicke auf den Stevens Pond und das Tal des Merrimack River.
- An der Brooks School absolvierten viele der namhaften Personen North Andovers.
- Der Eishockeyteam des Merrimack College spielt in der Hockey East Association.
- Die Rockband Rev Theory stammt aus North Andover.

## Persönlichkeiten
- Cliff Bleszinski (* 1975), Computerspielentwickler
- Phillips Brooks (1835–1893), Bischof
- Jake Burton Carpenter (1954–2019), Snowboarder
- Charlie Davies (* 1986), Fußballspieler
- Daniel Dennett (1942–2024), Philosoph
- Zak DeOssie (* 1984), Footballspieler
- Robert Gagné (1916–2002), Psychologe
- John LeBoutillier (* 1953), Politiker
- George B. Loring (1817–1891), Politiker
- William J. Miller (1899–1950), Politiker
- Gayton P. Osgood (1797–1861), Politiker
- Samuel Osgood (1748–1813), Politiker
- Lorenzo Semple junior (1923–2014), Drehbuchautor
- Charles A. Stevens (1816–1892), Politiker
- Isaac Ingalls Stevens (1818–1862), General
- Moses T. Stevens (1825–1907), Politiker